# Ugo di Ibelin
Ugo di Ibelin (1130 circa – 1169) è stato un cavaliere medievale francese, signore di Ramla e di Ibelin, svolgendo un ruolo di primo piano del Regno crociato di Gerusalemme.

## Biografia
Ugo era il figlio maggiore di Barisano di Ibelin e di Helvis di Ramla. 
Dopo che il padre Barisano morì nel 1150, Helvis sposò il connestable di Gerusalemme, Manasse di Hierges, che era uno dei più forti sostenitori della regina Melisenda nella lotta di potere contro il figlio di lei, Baldovino III. Manasse fu esiliato nel 1152, quando Baldovino ebbe il sopravvento in questa lotta, permettendo a Ugo di ereditare Ramla dalla madre. 
Ugo prese parte all'assedio di Ascalona nel 1153 e nel 1157 fu catturato in battaglia a Banias, per essere rilasciato probabilmente l'anno successivo. Nel 1159 visitò il Principato di Antiochia e incontrò l'imperatore bizantino Manuele I Comneno, che era arrivato per affermare la sua sovranità sul principato. 
Nel 1163 Ugo sposò Agnese di Courtenay (1133 - 1184/1185), signora di Toron, ex moglie del re Amalrico I e madre di Baldovino IV, figlia di Joscelin II di Edessa, conte di Edessa.
Ugo partecipò con Amalrico alla spedizione in Egitto nel 1167 e in quell'occasione fu incaricato di seguire la costruzione di un ponte sul Nilo. I crociati erano alleati con il visir Shawar contro Shirkuh, generale Nur ad-Din che ha anche lottato per il controllo di Egitto, e Ugo fu inviato con Kamil, il figlio del sultano, per difendere Cairo. Fu il primo crociato a vedere il palazzo del sultano. Nell'assedio di Bilbeis, sempre nel corso della campagna d'Egitto, secondo la tradizione di famiglia Ibelin, fu salvato da Philippe de Milly, dopo essersi rotto una gamba in una caduta da cavallo.
Ugo morì intorno al 1169 durante un pellegrinaggio a Santiago di Compostela. I suoi territori di Ibelin e Ramla passarono a suo fratello Baldovino.
Un altro Ugo di Ibelin era il figlio di Giovanni di Ibelin, il Signore storico di Beirut, e la pronipote di questo Hugh.

### Fonti
- (EN) Guglielmo di Tiro, Historia rerum in partibus transmarinis gestarum (A History of Deeds Done Beyond the Sea), a cura di E. A. Babock e A. C. Krey, traduzione di E. A. Babock e A. C. Krey, Columbia University Press, 1943.

### Studi
- (EN) Steven Runciman, The Kingdom of Jerusalem and the Frankish East, 1100-1187, in A History of the Crusades, vol. II, Cambridge University Press, 1952; (traduzione italiana di E. Bianchi, A. Comba, F. Comba, in due volumi: Storia delle Crociate, Torino, Einaudi, 2005. ISBN 9788806174811).
- H. E. Mayer, "Carving Up Crusaders: The Early Ibelins and Ramlas", in Outremer: Studies in the history of the Crusading Kingdom of Jerusalem presented to Joshua Prawer. Yad Izhak Ben-Zvi Institute, 1982.
- (EN) Peter W. Edbury (a cura di), The Conquest of Jerusalem and the Third Crusade: Sources in Translation, Woodbridge, Ashgate, 1998  [1996], ISBN 1-84014-676-1.
- (EN) Peter W. Edbury, John of Ibelin and the Kingdom of Jerusalem, Woodbridge, Boydell Press, 1997, ISBN 978-0-85115-703-0.
- Bernard Hamilton, The Leper King and his Heirs. Cambridge University Press, 2000.